# Romans Teresy Hennert (powieść)
Romans Teresy Hennert – powieść polityczno-obyczajowa Zofii Nałkowskiej wydana w 1924.
Bohaterka powieści, mimo pochodzenia z niższych warstw, dzięki urodzie robi błyskawiczną karierę. Najpierw staje się utrzymanką młodego bogacza, który po rozstaniu hojnie ją obdarowuje. Następnie zostaje żoną cynicznego Józefa Hennerta, który pomnaża majątek żony i przymyka oczy na jej romanse. Ostatecznie zostaje jednak zastrzelona przez zazdrosnego kochanka. Tytułowy romans służy jako pretekst do debat między głównymi bohaterami na temat przemian obyczajowych i społeczno-politycznych w początkach dwudziestolecia. Krytyce poddawane są elity rządzące odrodzonej Polski, walka klas zamiast działalności propaństwowej. Utwór nosi cechy powieści środowiskowej. Na podstawie powieści powstał film Romans Teresy Hennert w reżyserii Ignacego Gogolewskiego (1978).